# Homoeomma humile
Homoeomma humile là một loài nhện trong họ Theraphosidae.
Loài này thuộc chi Homoeomma. Homoeomma humile được Jehan Vellard miêu tả năm 1924.